# Sokollu Mehmet Bajá
Sokollu Mehmet Bajá, (en turco: Sokollu Mehmed Paşa, serbio: Mehmed Paša Sokolović, pronunciado [měxmet pâʃa sokǒːloʋit͡ɕ]; Sokolovići, 1506-Constantinopla, 1579) fue un militar y político otomano. Nacido en una familia serbia de Bosnia, fue separado de su familia en un devşirme, sistema por el cual los otomanos reclutaban niños cristianos para servir al sultán como jenízaros. Estos muchachos fueron convertidos al Islam, entrenados y educados, pero también se les ofrecieron grandes oportunidades para sobresalir y progresar dentro del sistema imperial otomano. Sokollu Mehmet fue uno de los que mayor jerarquía logró, alcanzando el rango de Gran visir.
Mehmet ascendió en el sistema imperial otomano, alcanzando eventuales posiciones como comandante de la guardia imperial (1543-1546), Kapudan Bajá (1546-1551), gobernador General de Rumelia (1551-1555), Tercer Visir (1555-1561), Segundo Visir (1561-1565), y como Gran Visir (1565-1579), durante un total de 14 años, 3 meses y 17 días bajo tres sultanes: Suleimán el Magnífico, Selim II y Murad III. Fue asesinado en 1579, poniendo fin a su época de casi 15 años como gobernante de facto del Imperio Otomano.

## Biografía

### Orígenes
El nombre de nacimiento de Sokollu fue probablemente Bajica Nenadić, y era de origen serbio. Se cree que nació en una modesta familia de pastores, perteneciente a la Iglesia Ortodoxa Serbia, en las proximidades de Sokolovići (Sokol) en las cercanías del Rudo moderno. "Sokollu" es un demónimo, derivado de su lugar de nacimiento (el turco -lu indica de un lugar). Su padre se llamaba Dimitrije. Tenía dos hermanos y una hermana, que se casó con el hermano mayor de Hüseyin Pasha Boljanić, así como por lo menos un tío. Sin embargo, los detalles sobre su familia y relaciones se disputan en dos dudas importantes. Una es su relación con Makarije Sokolović. Tradicionalmente identificado como su hermano, hoy en día algunos historiadores lo consideran como un sobrino o pariente lejano. La segunda es el asunto del tío de Mehmet. Según algunos, su tío era un monje en el monasterio de Mileševa que tenía sus dos sobrinos, Bajica y Makarije (tomados por hermanos según esta opinión), educados allí. Otras fuentes sugieren que su tío se convirtió al islam temprano.
En 1516, una expedición otomana que recogía a muchachos como parte del sistema del devşirme capturó a Sokollu. De acuerdo con la tradición, Bajica fue simplemente tomado de la casa de su padre o, debido a una reputación como un niño dotado, elegido específicamente por el comandante. La historia sostiene además que su tío apeló sin éxito a las autoridades, incluso ofreciendo oro para el regreso del niño.

### Formación
Se le impuso el nombre de Mehmed (Mehmet) y, primero en Edirne y luego en Constantinopla, recibió una completa educación otomana como recluta, primero como aprendiz (jenízaro) y después en el Enderûn Mektebi o escuela de palacio en el Palacio de Topkapi.
Como se proclamó en Bagdad el 13 de marzo de 1535, Mehmet fue enviado a ser uno de los siete sirvientes del Tesorero Imperial o Iskender Çelebi. Después de la muerte del tesorero, Mehmed regresó a Constantinopla. Además del idioma turco otomano, hablaba el serbio, el persa, el árabe, el italiano y el latín.

### Carrera
Como joven soldado, Sokollu comenzó una carrera prometedora. Se destacó en la batalla de Mohács (1526) y el sitio de Viena (1529). En 1543, tras varios ascensos, se convirtió en el comandante de la Guardia del Sultán. Tres años más tarde, después de la muerte de Jeireddín Barbarroja, fue nombrado Kapudan Bajá, o Gran Almirante de la flota de la Armada Otomana.
En 1549 se convirtió en gobernador general (beylerbey) de Rumelia (la parte europea del Imperio Otomano).
Durante las Guerras habsburgo-otomanas de 1551 dirigió el ejército otomano como comandante en jefe.
Por sus éxitos militares en la parte oriental del Imperio y en Persia, fue ascendido en 1555 a Tercer Visir. En 1561 se convirtió en Segundo Visir, y el 28 de junio de 1565 en Gran Visir.
Durante su última empresa militar contra la casa de Habsburgo, el sultán Solimán el Magnífico murió el 6 de julio de 1566 bajo los muros de Szigetvár en Hungría. Dos días más tarde, Sokollu Mehmet dirigió el asalto final y logró una victoria pírrica en la batalla. En esas circunstancias, se mantuvo en secreto la muerte del Sultán durante tres semanas, el tiempo para enviar un mensajero al futuro Sultán, su suegro Selim II, pidiéndole que se dirigiera inmediatamente a Belgrado. Entonces, Sokollu comunicó al ejército que el sultán Solimán el Magnífico había muerto, y Selim II fue proclamado nuevo sultán.
En ese momento el poder de Mehmet fue tan grande que el diplomático austríaco, historiador y fundador de los estudios otomanos europeos modernos, Joseph von Hammer, afirmó que era más exacto hablar del "reinado del Gran Visir Sokolović" que del "reinado de Selim II". Murió en 1579 asesinado por un fanático musulmán que le reprochaba su tolerancia con los ortodoxos en el Imperio otomano.

## Legado

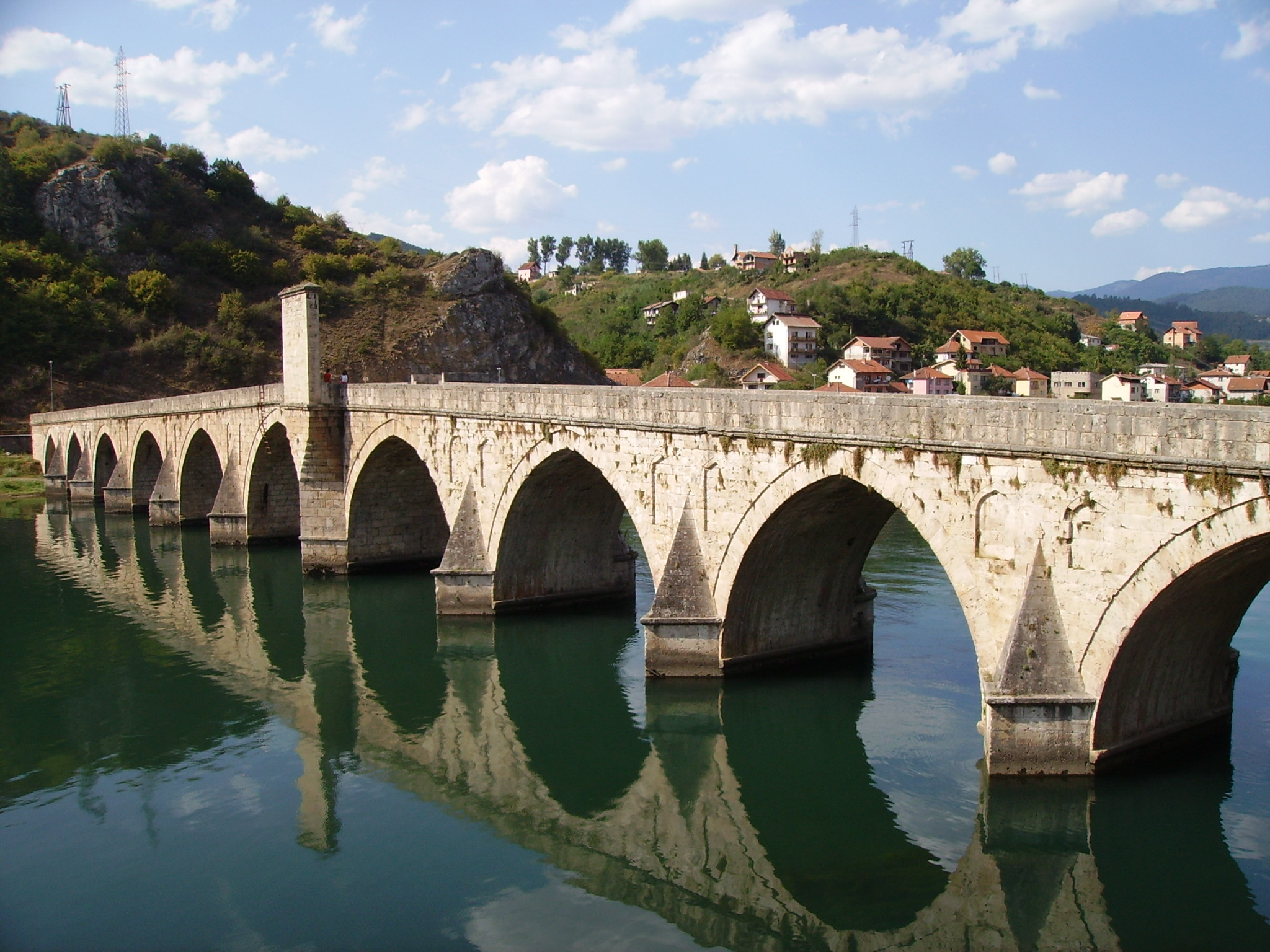
El Puente Mehmed Paša Sokolović en Višegrad (Bosnia), declarado Patrimonio de la Humanidad de la UNESCO en 2007.

Sokollu Mehmet ha dejado numerosos edificios arquitectónicamente muy conocidos en Constantinopla y en todos los territorios otomanos. 
La Mezquita de Sokollu Mehmet Pasha y el complejo construido en el distrito de Kadirga de Estambul por el arquitecto Mimar Sinan es considerada como la más hermosa de las mezquitas pequeñas de Estambul. Es conocida por su inusualmente fina ornamentación de madrasa sobre las escaleras de entrada, su elegante interior y las finas y bien conservadas baldosas de Iznik.
Su donación más famosa es el puente Sokollu Mehmet Bajá de Višegrad (Bosnia), muy cerca de su lugar de nacimiento. La construcción y la historia del puente son el tema de la novela Un puente sobre el Drina, escrito por el novelista yugoslavo Ivo Andrić, que por esta obra recibió el premio Nobel de Literatura en 1961. Su vida también fue tratada por otro escritor yugoslavo, Meša Selimović. Existían numerosas leyendas serbias, croatas y bosnias sobre la construcción del puente. Según una de ellas, Sokollu construyó el puente en honor de su hijo. Otra es la historia de su arquitecto Rade, que se describe en Un puente sobre el Drina.